# Melicertum octocostatum
Melicertum octocostatum is een hydroïdpoliep uit de familie Melicertidae. De poliep komt uit het geslacht Melicertum. Melicertum octocostatum werd in 1835 voor het eerst wetenschappelijk beschreven door Sars. 